# だっちゅーに!
『だっちゅーに!』は、1998年4月7日から1999年3月30日まで名古屋テレビで放送されたバラエティ番組。放送時間は毎週火曜 23:25 - 23:55 (JST) 。

## 概要
視聴者が日頃抱えている素朴な疑問・質問に対し、レギュラー陣が放送を通じて解決策を伝授していた番組である。当時「だっちゅーの」のギャグでブレイクしていたパイレーツの浅田好未と西本はるかを看板出演者に起用していたが、彼女たちはコーナー出演者という扱いであり、実質的な司会を担当していたのはかつて同局金曜深夜のクイズ番組『サエラの好奇心』にも出演していた恵俊彰と見栄晴だった。パイレーツは主に、視聴者から寄せられた疑問・質問メールの内容を再現しつつその解決策を伝授するVTRコーナー「パイレーツお常識講座」を担当していた。
番組は主に、恵と見栄晴が担当するスタジオ実験コーナーと、前述の「パイレーツお常識講座」の2コーナーによって構成されていた。スタジオ実験コーナーは全て単発企画で、当初は恵と見栄晴が東海3県のローカルネタを5つほど取り上げて考察するという主旨で行われていた。しかし、次第にローカルネタの縛りが無くなっていき、放送後期においては新婚夫婦3組の披露宴の模様をクイズにした企画や、チーム対抗戦形式で就職希望者の手助けをする企画など、より幅広い内容の企画を実施するようになった。

## 出演者

### スタジオパート出演者
- 恵俊彰（ホンジャマカ）
- 見栄晴
- 勝智久（当時名古屋テレビアナウンサー） - 恵と見栄晴がクイズに挑戦する企画で司会を担当していた。
- ほか、企画の内容によってはパイレーツの2人もスタジオパートに出演することがあった。

### コーナー出演者
- 浅田好未（パイレーツ）
- 西本はるか（パイレーツ）
- 六角精児
- ミスターちん（B21スペシャル）

### ナレーター
- 星恭博（名古屋テレビアナウンサー）

## スタッフ
- プロデューサー - 原口淳（名古屋テレビ）
- ディレクター - 神道俊浩（名古屋テレビ）